# Matteo Buttafuoco
Matteo Buttafuoco (Vescovato, 28 dicembre 1731 – Bastia, 6 luglio 1806) è stato un politico francese.

## Biografia
Agente di Étienne François de Choiseul in Corsica, fuggì ad un tentativo dell'indipendentista Pasquale Paoli di ucciderlo e si rifugiò in Francia, ove divenne deputato nel 1789.
Massimo esponente del Consiglio Indipendentista Corso, nel 1768 commissionò a Jean-Jacques Rousseau una bozza di costituzione della Corsica.
Jean-Jacques Rousseau vergò un Progetto di costituzione per la Corsica. Conteneva il "Giuramento" che i cittadini corsi, una volta incardinata la Carta Costituzionale avrebbero dovuto prestare: "Mi unisco, corpo, beni, volontà e tutte le mie facoltà, alla nazione corsa, affidandole in proprietà me stesso e tutti quelli che dipendono da me."